# Caliagrion billinghursti
Caliagrion billinghursti är en trollsländeart som först beskrevs av Martin 1901.  Caliagrion billinghursti ingår i släktet Caliagrion och familjen dammflicksländor. Inga underarter finns listade i Catalogue of Life.